# Rotundracythere nux
Rotundracythere nux är en kräftdjursart som beskrevs av Jellinek och Swanson 2003. Rotundracythere nux ingår i släktet Rotundracythere och familjen Cytherideidae. Inga underarter finns listade i Catalogue of Life.